# Abrobairdia
Abrobairdia is een geslacht van uitgestorven kreeftachtigen uit de klasse van de Ostracoda (mosselkreeftjes).

## Soorten
- Abrobairdia bitubera Chen, 1982 †
- Abrobairdia brevicosta Chen, 1982 †
- Abrobairdia monocosta Chen & Bao, 1986 †